# Strontian
Strontian (prononcé [strɒnˈtiːən] ; gaélique écossais : Sròn an t-Sìthein) est le village principal du district écossais de Lochaber. Il est situé sur la rive nord du Loch Sunart. Ce village est connu pour avoir donné son nom à l'élément strontium. Cet élément a été isolé la première fois à partir de strontianite extraite au XVIIIe siècle dans les collines au nord de Strontian.
Le nom du village, en écossais Sròn an t-Sìthein, peut se traduire par « Nez (pointe) de la colline aux fées ».